# Terlizzi
Terlizzi é uma comuna italiana da região da Puglia, província de Bari, com cerca de 26.785 habitantes. Estende-se por uma área de 68 km², tendo uma densidade populacional de 394 hab/km². Faz fronteira com Bisceglie, Bitonto, Giovinazzo, Molfetta, Ruvo di Puglia.

## Demografia
| Variação demográfica do município entre 1861 e 2011                               |
|                                                                                   |
| Fonte: Istituto Nazionale di Statistica (ISTAT) - Elaboração gráfica da Wikipedia |